# Tjetjenska
Tjetjenska (eget namn: Нохчийн мотт, nochtjijn mott eller Noxčiyn mott) är ett nordöstkaukasiskt språk som, tillsammans med ingusjiska och bats, utgör undergruppen nach. Det talas av cirka 890 000 personer, främst tjetjener i Tjetjenien. Namnet för folket och språket kommer från byn Tjeetjan där ryssarna först mötte med tjetjener.
I slutet av 1800-talet flydde många tjetjener till Jordanien då Ryska imperiet tog över Kaukasien. Språket talas i Jordanien fortfarande idag och de etniska tjetjener har en kvoterad plats i landets parlament. Idag uppskattas antal tjetjener i Jordanien vara 12 000–30 000.
Språket skrivs med kyrilliska, latinska och arabiska alfabetet.

## Fonologi

### Konsonanter
|             |             | Bilabial | Labiodental | Alveolar | Postalveolar | Palatal | Velar  | Uvular | Epiglottal | Glottal |
| ----------- | ----------- | -------- | ----------- | -------- | ------------ | ------- | ------ | ------ | ---------- | ------- |
| Nasal       | Nasal       | m        |             | n        |              |         |        |        |            |         |
| Klusil      | Oasp.       | p \| b   |             | t \| d   |              |         | k \| g | q      | ʡ          | ʔ       |
| Klusil      | Asp.        | p'       |             | t'       |              |         | k'     | q'     |            |         |
| Affrikat    | Oasp.       |          |             | ts \| dz | t͡ʃ           |         |        |        |            |         |
| Affrikat    | Asp.        |          |             | ts'      | t͡ʃ'          |         |        |        |            |         |
| Frikativ    | Frikativ    |          | v           | s \| z   | ʃ \| ʒ       |         | x \| ɣ |        | ħ \| ʕ     | h       |
| Tremulant   | Tremulant   |          |             | r̩ \| r   |              |         |        |        |            |         |
| Lateral     | Lateral     |          |             | l        |              |         |        |        |            |         |
| Approximant | Approximant |          |             |          |              | j       |        |        |            |         |

Källa:

### Vokaler
|              | Främre | Central | Bakre |
| ------------ | ------ | ------- | ----- |
| Sluten       | i \| y |         | u     |
| Mellansluten | e      |         | o     |
| Öppen        |        | a       |       |

Alla vokaler kan realiseras som både korta och långa.
Källa:

## Lexikon och grammatik
Räkneord 1-10 på tjetjenska:
| 1     | 2    | 3    | 4   | 5    | 6    | 7     | 8     | 9   | 10  |
| ----- | ---- | ---- | --- | ---- | ---- | ----- | ----- | --- | --- |
| цхьаъ | шиъ  | кхоъ | диъ | пхиъ | ялхӀ | ворхӀ | бархӀ | исс | итт |
| tshaj | sjij | qoj  | dij | phij | jalh | vorh  | barh  | iss | itt |